# 缺氧膠

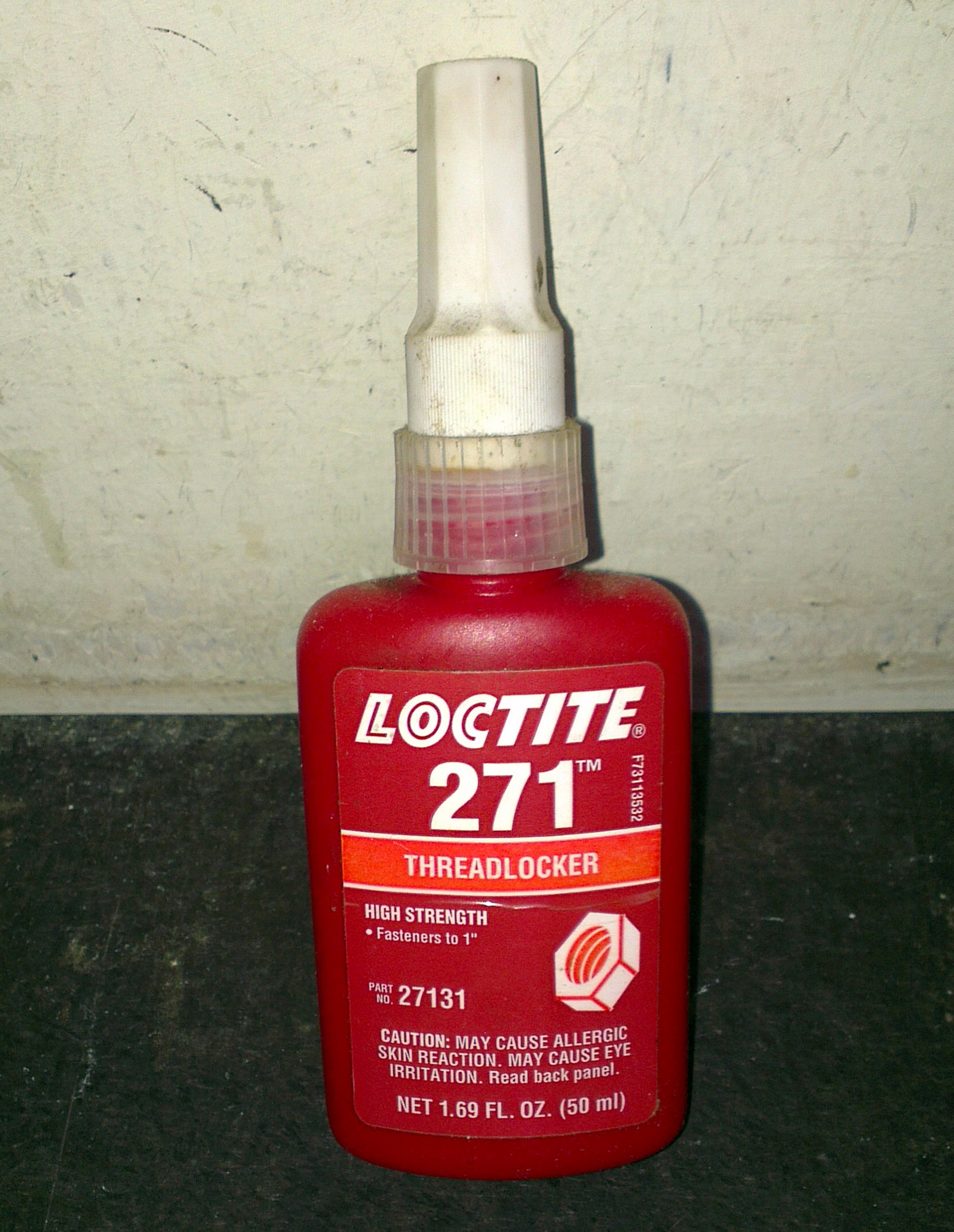
缺氧膠

缺氧膠，又稱（螺絲固定膠、厭氧膠），缺氧膠是一種膨脹性固定劑，多數固定金屬螺絲的地方都會看到它，如螺釘和螺栓，以防止鬆脫、洩漏或腐蝕。在密閉缺氧的環境狀態下快速固化，固化後會膨脹以使縫隙密合，並且沒有溶劑可以把它卸除，唯有加熱後用力才可拆下。

## 屬性
| 類型                 | 典型的顏色代碼 | 典型的顏色代碼 | 鬆脫扭力       | 磨擦扭力       | 溫度範圍     |
| -------------------- | -------------- | -------------- | -------------- | -------------- | ------------ |
| 低強度               |                | 紫色           | 62英磅（28）   | 27英磅（12）   | −54 至 149 ℃ |
| 中等強度             |                | 藍色           | 115英磅（52）  | 53英磅（24）   | −54 至 149 ℃ |
| 中等強度表面不敏感型 |                | 藍色           | 180英磅（82）  | 62英磅（28）   | −54 至 149 ℃ |
| 高強度               |                | 紅色           | 230英磅（100） | 225英磅（102） | −54 至 149 ℃ |
| 高溫                 |                | 紅色           | 180英磅（82）  | 270英磅（120） | −54 至 232 ℃ |
| 高強度快速固化       |                | 綠色           | 90英磅（41）   | 310英磅（140） | −54 至 149 ℃ |

## 應用程序和護理
缺氧膠可以在組裝之前或之後施加，這取決於使用物品類型。缺氧膠有永久和可拆卸2種配方。可拆卸缺氧膠需施加一定的熱量才能移除。許多品牌使用顏色編碼標籤來表示每種類型的強度；以及永久性的還是可移除的。
缺氧膠粘合劑通常依賴於金屬基材的電化學活性以形成粘結，所以基材通常需要徹底清潔。
墊圈、螺母，可以與缺氧膠結合使用，以防止螺栓連接鬆動。
因為電化學活性是引起缺氧膠的聚合的兩個觸發因素之一，所以必須注意避免用已經與金屬接觸的螺紋鎖固件污染儲存缺氧膠的容器，否則容器中的材料可以聚合在一起。

## 外部連結
- Allen, Mike. . Popular Mechanics. January 2007. （原始内容存档于2009-04-22）.
- Threadlocker （页面存档备份，存于）